# Georg Zaeschmar

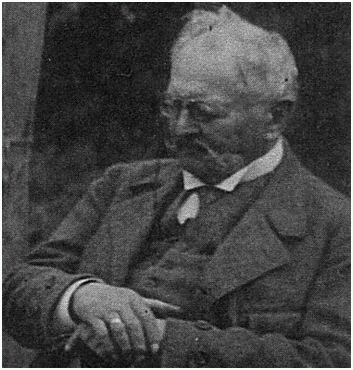
Georg Zaeschmar im Jahr 1930

Georg Zaeschmar (vollständiger Name: Georg Karl Sylvius Adam Zaeschmar) (* 20. April 1852 in Breslau; † 26. Juli 1932 in Naumburg (Saale)) war ein deutscher Reichsgerichtsrat.

## Leben
Während seiner Studentenzeit war er Mitglied im Corps Silesia Breslau. Zaeschmar trat 1876 als Referendar in den preußischen Staatsdienst ein. 1881 ernannte man ihn zum Gerichtsassessor und er wurde als Ständiger Hilfsarbeiter bei der Staatsanwaltschaft eingesetzt. 1883 kam er als Staatsanwalt nach Glatz. 1886 wurde er nach Meiningen und 1890 nach Naumburg versetzt. Im darauffolgenden Jahr wurde er zum Rat am Oberlandesgericht Naumburg ernannt. 1895 erfolgte eine Ernennung zum Rat IV. Klasse. 1898 wurde er Staatsanwaltschaftsrat und später Oberlandesgerichtsrat in Posen. Im Juni 1900 kam er als Hilfsarbeiter zur Reichsanwaltschaft. 1905 wurde er an das Reichsgericht berufen und zählte dort zu den preußischen Staatsangehörigen. Er war dort ab 1. Februar 1906 Richter im II. Strafsenat, ab 17. April 1906 im V. Strafsenat, ab 8. Oktober 1910 im III. Strafsenat und schließlich ab 1. September 1913 im IV. Strafsenat. Mit Ausbruch des Ersten Weltkriegs wurde er zur Reichswehr einberufen und war zuletzt im Rang eines Majors Kommandant des Offiziersgefangenenlagers in Burg bei Magdeburg. Nach Kriegsende war er wieder am Reichsgericht tätig, erkrankte jedoch nach sechs Wochen an einer Rippenfellentzündung, welche zu Berufsunfähigkeit führte. Neujahr 1920 trat er in den Ruhestand.

## Familie
Zaeschmar war der Sohn des Breslauer Buchhändlers und Verlegers Carl Adolf Zaeschmar (1821–1869), in dessen Verlag unter anderem seit 1855 die Breslauer Zeitung erschien. Georg Zaeschmar heiratete am 24. September 1881 in Hamm (Westfalen) Marie John (1860–1947), deren Vater Richter in Hamm und später Senatspräsident an den Oberlandesgerichten in Breslau (um 1891) und Naumburg (um 1900) war. Das Paar hatte vier Söhne: Leo (* 1882), Journalist; Walter (* 1884), im Ersten Weltkrieg Luftschiffkommandant, später Landwirt in Dithmarschen; Herbert (* 1889), Jurist und Kurt (* 1893), im Ersten Weltkrieg Leutnant zur See, im Zweiten Weltkrieg Kommandeur der Torpedoschule in Flensburg-Mürwik, zuletzt im Rang eines Kapitäns.

## Schriften (Auswahl)

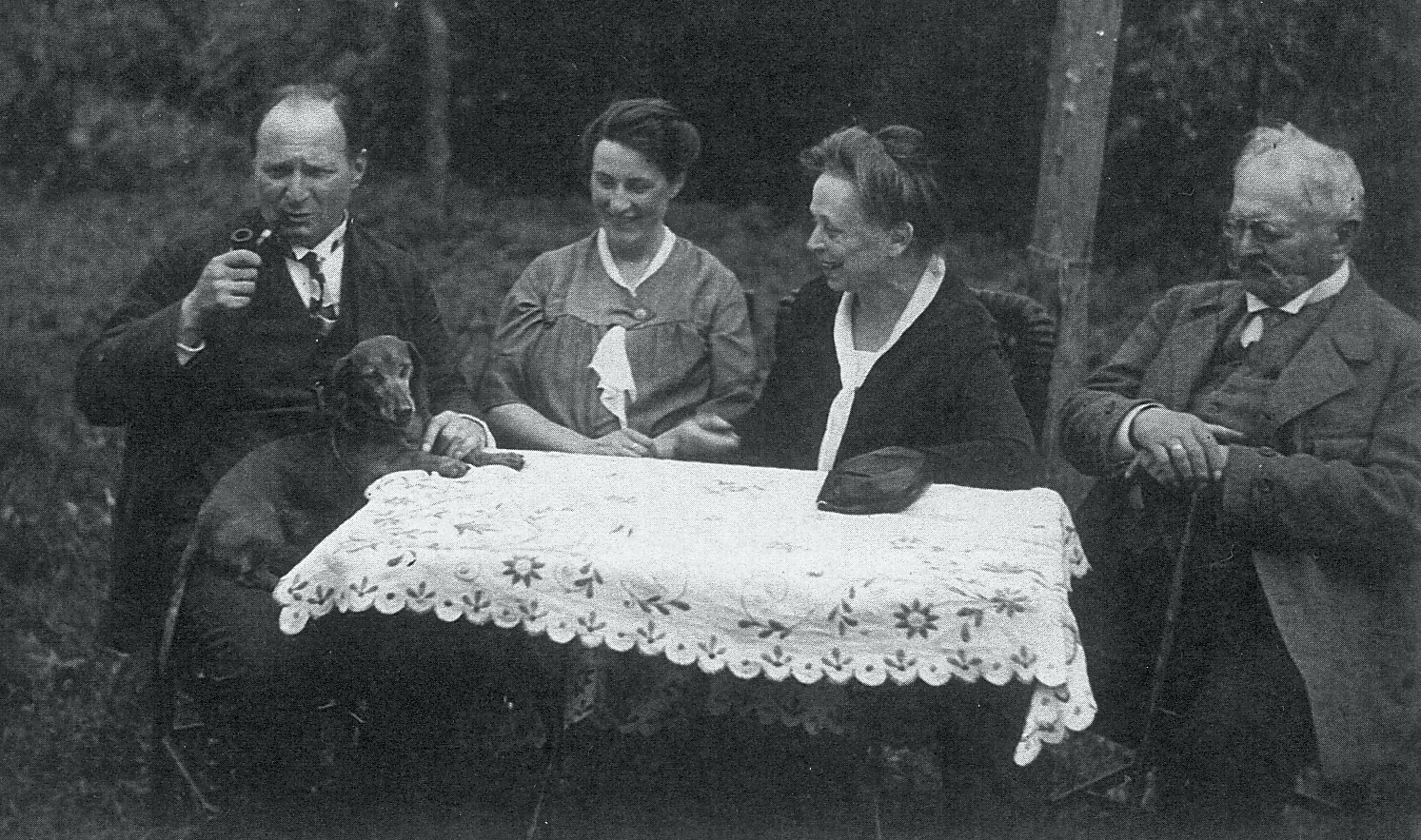
Zaeschmar (rechts) im Kreis seiner Familie (1930)

- Die Befugnisse der Privatpostanstalten zur Beförderung von Briefen, Deutsche Juristen-Zeitung, Jahrgang 13 (1908), Sp. 115.
- Zur Abfassung der Revisionsbegründung in Strafsachen, Deutsche Juristen-Zeitung, Jahrgang 14 (1909), Sp. 703.
- Das „rechtlich geschützte Vermögen“ im Tatbestande des Betruges, Deutsche Juristen-Zeitung, Jahrgang 16 (1911), Sp. 77; Sp. 328.
- Zum Begriffe des Einkommens und der Einkommensteuerhinterziehung, Deutsche Juristen-Zeitung, Jahrgang 17 (1912), Sp. 1456.
- Zusammentreffen mehrerer Verfehlungen auf dem Gebiete des Disziplinarstrafrechtes, Deutsche Juristen-Zeitung, Jahrgang 18 (1913), Sp. 516.
- Ist die Androhung des Boykotts ein erlaubtes Kampfmittel mit Lohnkampf? Deutsche Juristen-Zeitung, Jahrgang 18 (1913), Sp. 669.

## Auszeichnungen
- Ritterkreuz II. Klasse des Sachsen-Ernestinischen Hausordens (1889)
- Ritterkreuz I. Klasse des Anhaltischen Hausordens Albrecht des Bärens (1898)
- Fürstlich Schwarzburgisches Ehrenkreuz II. Klasse (1898)
- Roter Adlerorden IV. Klasse (1907)
- Preußischer Kronenorden III. Klasse (1910)
- Roter Adlerorden III. Klasse mit Schleife (1913)
- Eisernes Kreuz II. Klasse (1916)

## Quelle
- Adolf Lobe: „Fünfzig Jahre Reichsgericht am 1. Oktober 1929“, Berlin 1929, S. 372, 405.